# Comuna de Niechanowo
Niechanowo (polaco: Gmina Niechanowo) é uma gminy (comuna) na Polónia, na voivodia de Grande Polónia e no condado de Gnieźnieński. A sede do condado é a cidade de Niechanowo.
De acordo com os censos de 2004, a comuna tem 5337 habitantes, com uma densidade 50,7 hab/km².

## Área
Estende-se por uma área de 105,31 km², incluindo:
- área agricola: 84%
- área florestal: 9%

## Demografia
Dados de 30 de Junho 2004:
|                      | Total   | Total | Mulheres | Mulheres | Homens  | Homens |
| -------------------- | ------- | ----- | -------- | -------- | ------- | ------ |
|                      | pessoas | %     | pessoas  | %        | pessoas | %      |
| População            | 5337    | 100   | 2690     | 50,4     | 2647    | 49,6   |
| Densidade (pop./km²) | 50,7    | 100   | 25,5     | 25,5     | 25,1    | 25,1   |

De acordo com dados de 2002, o rendimento médio per capita ascendia a 1310,83 zł.

## Subdivisões
- Arcugowo, Cielimowo, Czechowo, Drachowo, Goczałkowo, Gurowo, Gurówko, Grotkowo, Jarząbkowo, Jelitowo-Żółcz, Karsewo, Kędzierzyn, Malczewo, Marysin, Mierzewo, Mikołajewice, Miroszka, Niechanowo, Nowa Wieś Niechanowska, Potrzymowo, Trzuskołoń, Żelazkowo-Jelonek.

## Comunas vizinhas
- Czerniejewo, Gniezno, Gniezno, Witkowo, Września